# Joachim Wtewael
 (juillet 2015).
Joachim Wtewael né en 1566 à Utrecht où il est mort le 1er août 1638 est un peintre maniériste néerlandais.
Il est le père du peintre Peter Wtewael (1596-1660).

## Biographie
Joachim Anthonisz Wtewael débute comme graveur dans l'atelier de son père. Vers 1588-1590, il voyage pendant six mois en France et en Italie (Padoue) où il commence à peindre.
Revenu à Utrecht en 1592, Wtewael devient membre de la confrérie des fabricants de selles comme peintre et réalise des peintures, dessins, gravures et vitraux.
Il devient l’un des principaux acteurs du maniérisme néerlandais avec Abraham Bloemaert, à qui il emprunte la composition de La Résurrection de Lazare à Lille (1595-1600). 
Wtewael reste proche de la peinture traditionnelle alors que de la plupart des peintres adoptent alors le naturalisme du début du baroque. Malgré quelques détails naturalistes, comme les plantes au premier plan de La Résurrection de Lazare, c'est un des derniers peintres maniéristes.
La plus importante collection de son œuvre, incluant un Autoportrait (1601), est conservée à Utrecht au Centraal Museum.

## Œuvres

### Dessin
- Brunswick, musée Herzog Anton Ulrich : Les Noces de Thétis et Pélée, 1602.
- Los Angeles, J. Paul Getty Museum : Jeune femme et gentilhomme.
- Paris, musée du Louvre :
  - Pan et Syrinx ;
  - Persée secourant Andromède, signé, et daté 1611[5].
  - L'Adoration des Rois ;
  - Loth et ses filles dans un bois[6] ;
  - Saint Jean-Baptiste prêchant dans une forêt ;
  - Annonciation ;
  - Le Bain de Diane ;
  - L'Adoration des bergers.
- Vienne, musée Albertina :  Persée et Andromède.

Œuvres de Joachim Wtewael
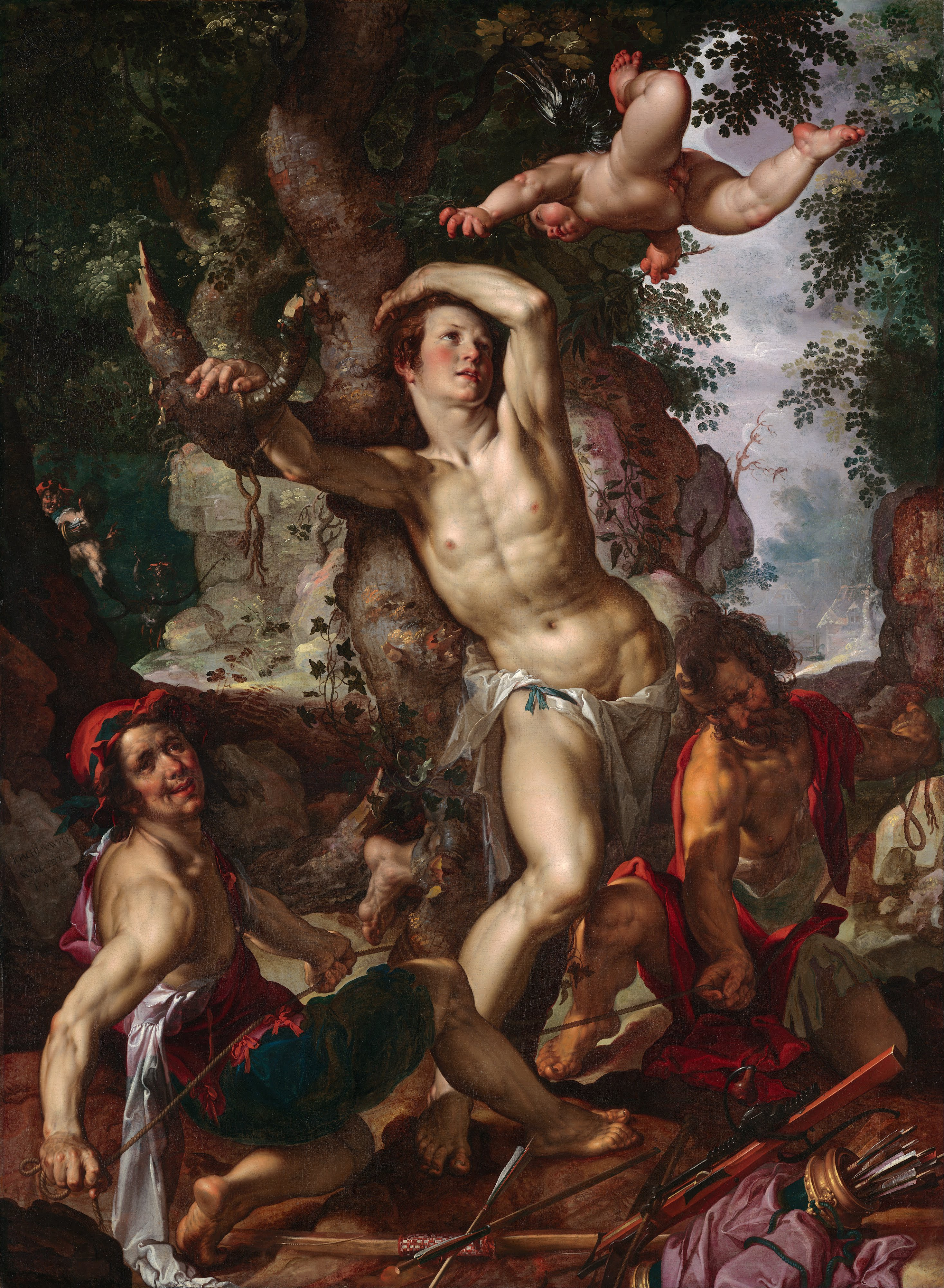
Le Martyre de saint Sébastien (1600), Kansas City, Nelson-Atkins Museum of Art.
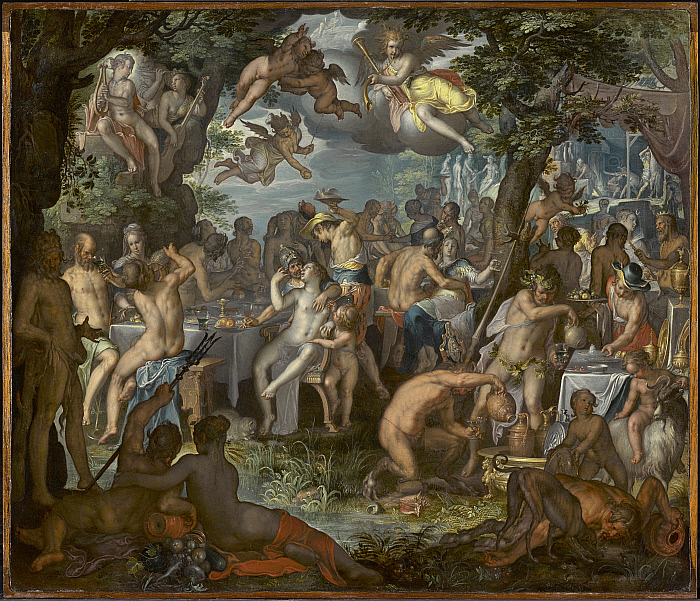
Les Noces de Thétis et Pélée (1612), huile sur cuivre, 36,5 × 42 cm, Williamstown, Clark Art Institute.
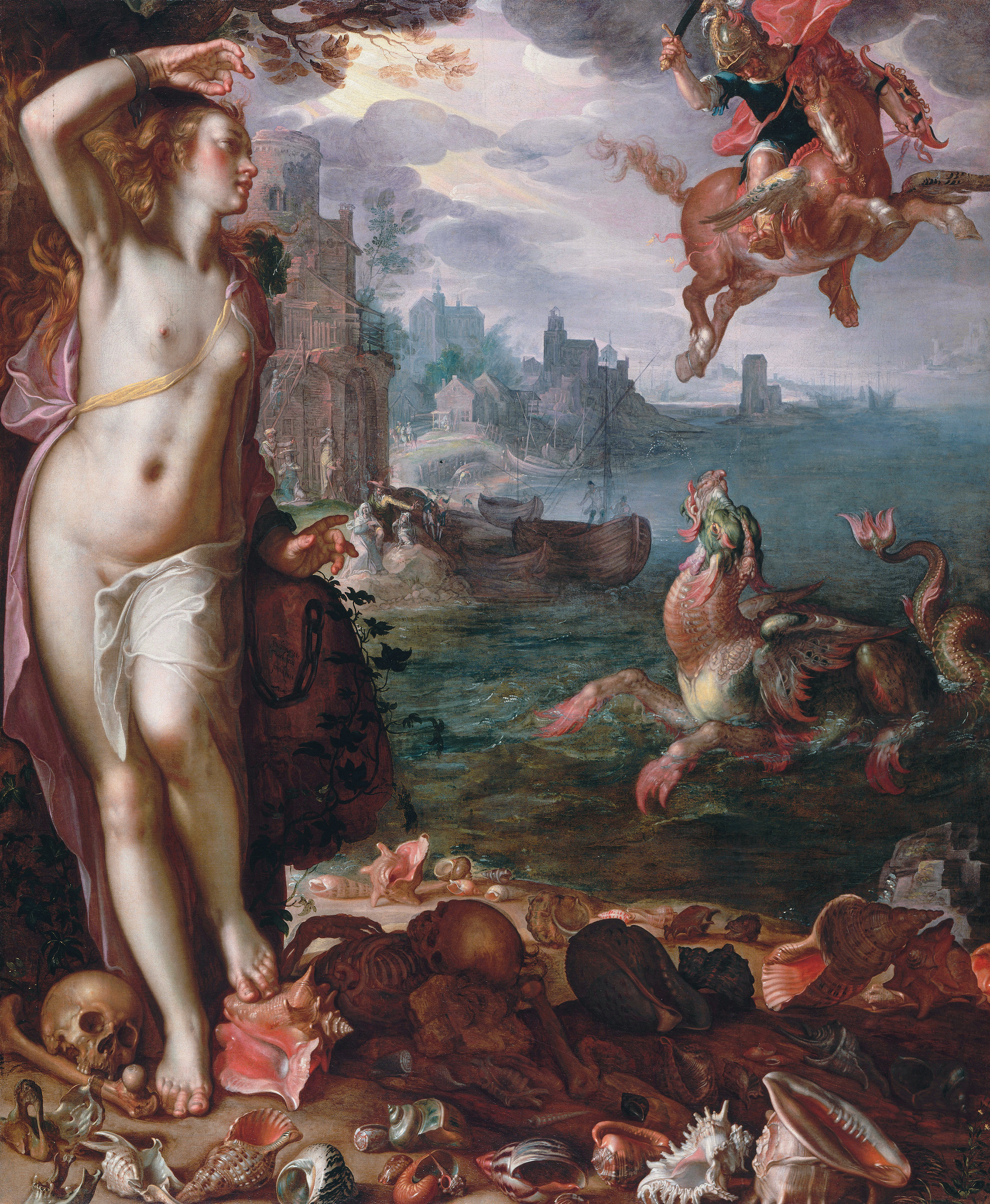
Persée et Andromède (1611), Paris, musée du Louvre.